# Povilas Jegorovas

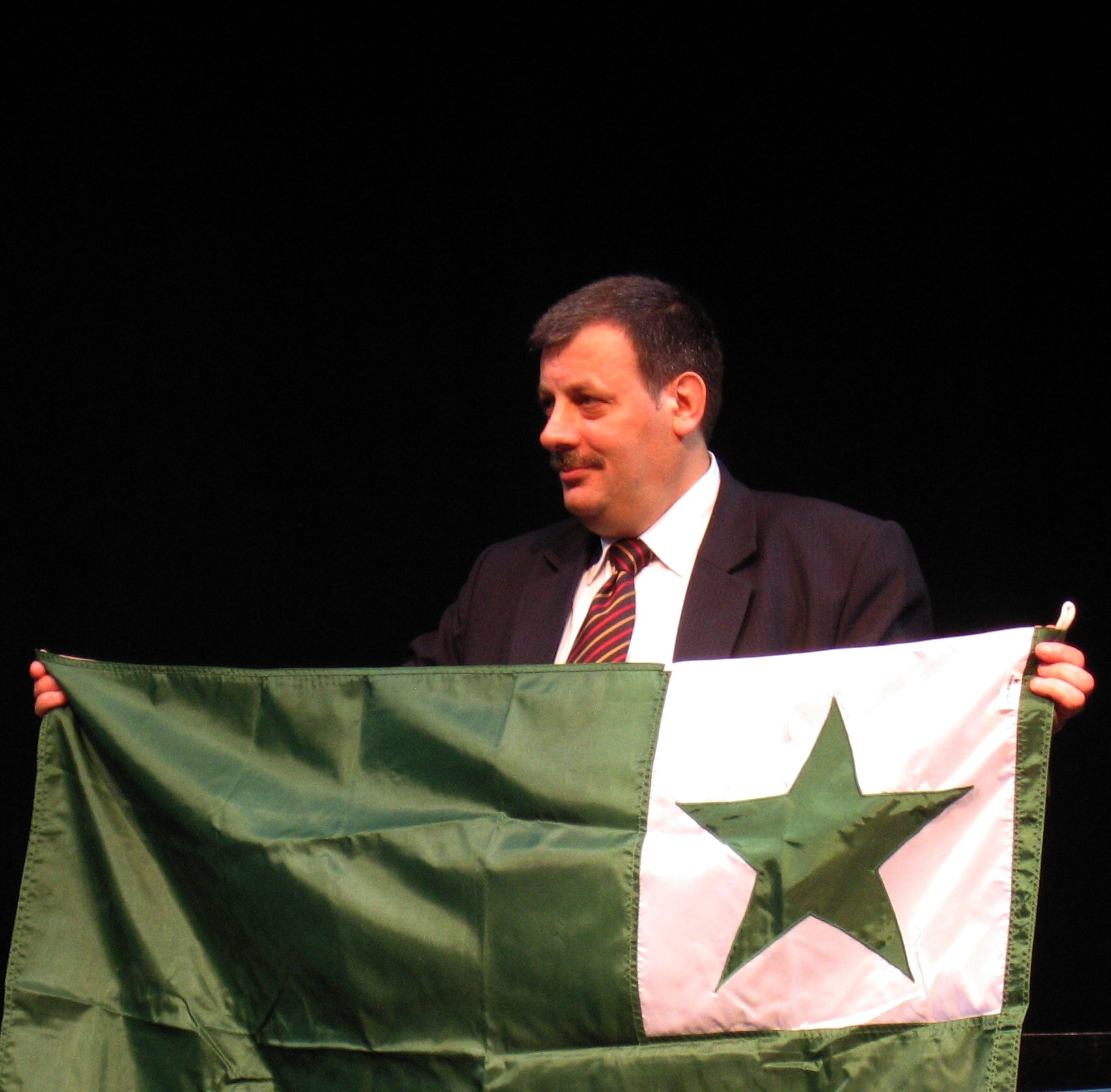
Povilas Jegorovas podczas Światowego Kongresu Esperanto w 2005

Povilas Jegorovas (ur. 11 marca 1955 w Jauniškiai) – litewski adwokat i esperantysta. Przewodniczący Litova Esperanto-Asocio (Litewski Związek Esperantystów, LEA).

## Życiorys
Ojcem Povilasa Jegorovasa jest Kazys Kunigėlis (1910–1986) a matką Marija Jegorova (1916–1967). Ożenił się z Liliją Jegorovienė, technikiem dentystycznym.
Povilas Jegorovas studiował prawo w uniwersytecie w Wilnie (1973-1978). Tematem jego pracy dyplomowej był prawny status Universala Esperanto-Asocio (UEA).
Od 1978 pracował w różnych kancelariach adwokackich w Kownie, w latach 1995–1999 i od 2008 posiada własną kancelarię adwokacką. Członek Litewskiego Kolegium Adwokackiego (1978-1991), w tym w latach 1987–1995 członek prezydium.

## Działalność esperancka
Povilas Jegorovas nauczył się esperanta w 1970.
Już na studiach aktywnie uczestniczył w ruchu esperanckim. W latach 1974–1976 był przewodniczącym wileńskiego młodzieżowego klubu esperanckiego Juneco,, a od 1975 do 1979 sekretarzem Sowieckiego Esperanckiego Ruchu Młodzieżowego (Sovetia Esperantista Junulara Movado) oraz pierwszym wiceprzewodniczącym (1979-1988) i członkiem zarządu Związku Sowieckich Esperantystów (Asocio de Sovetiaj Esperantistoj, ASE).
Od 1978 jest członkiem Universala Esperanto-Asocio. Od 1989 w Komitecie UEA, delegat UEA na Litwę (od 1993), członek Societo Zamenhof (od 1994). W latach 1995–1998 członek zarządu UEA, członek Komisji Wyborczej UEA w latach 2002–2005.

### Działalność esperancka na Litwie
Od 1988 do 1993 był wiceprzewodniczącym Litova Esperanto-Asocio. W roku 1993 został wybrany na przewodniczącego LEA, ponownie wybrany na to stanowisko w latach 1998, 2003, 2008, 2013.
Był pomysłodawcą reaktywacji Litova Esperanto-Asocio w 1988, oraz członkostwa LEA w Universala Esperanto-Asocio (1989). Dzięki jego staraniom esperantyści litewscy otrzymali dawny dom Aleksandra Zilbernika, teścia Ludwika Zamenhofa (1991). W roku 1992 zorganizował w Kownie 65. kongres SAT, z sukcesem działał na rzecz organizacji w Wilnie 90. Światowego Kongresu Esperanto (2005) oraz pełnił funkcję przewodniczącego LKK.
Jest organizatorem Balta Esperanto-Tendaro (BET) na Litwie.
W 2008 zorganizował w Wilnie Światowy Kongres Esperantystów Dziennikarzy (Tutmonda Kongreso de Esperantistoj-Ĵurnalistoj).

## Wybrane nagrody
- Tytuł Esperantysta Roku 2005 za przygotowanie i zorganizowanie 90. Światowego Kongresu Esperanto w Wilnie oraz 4. Sympozjum Nitobe w Wilnie, za działalność esperancką na Litwie, w tym za koordynowanie wydawania książek o esperanto w języku litewskim.

- Nagrodę Spegulo[5] (2008) przyznawaną przez czasopismo Spegulo za zorganizowanie 90. Światowego Kongresu Esperanto w Wilnie i Światowego Kongresu Dziennikarzy Esperantystów w 2008, także za działalność w Litova Esperanto-Asocio.
- medal Tarnaukite Lietuvai (2020) – odznaczenie przyznawane przez litewski parlament[6].

## Dzieła
Povilas Jegorovas opublikował ponad 1000 artykułów w litewskiej i zagranicznej prasie dotyczących ruchu esperanckiego. Publikował m.in. na łamach Litovio hodiaŭ (1987–1988) kaj Litova Stelo (1991–2005).
- Esu Esperanto eilinis (z Aloyzasem Urbonasem, 2003)
- Por la homo (tłum. z jęz. litewskiego: Neliksi vienišas Aloyzasa Urbonasa kaj Kęstutisa Trečiakauskasa, 1988).